# Eibsee
Eibsee je ledovcové jezero v pohoří Wetterstein na jihu Německa. Leží na území spolkové země Bavorsko v nadmořské výšce 973 m jihozápadně od Garmisch-Partenkirchen pod severní stěnou nejvyšší německé hory Zugspitze. Jeho rozloha je 177,4 ha a maximální hloubka 35,4 m.

## Geomorfologie
Na severovýchodě se nachází zátoka zvaná Untersee o rozloze 4,8 ha a hloubce 26 m, která je s hlavní částí jezera spojená 50 m širokým průlivem hlubokým jen 0,5 m. Kolem jezera vede turistická trasa, která tento průliv překonává po mostě. Nejhlubší místo dosahuje 34,5 m a nachází se přibližně 90 m od jihovýchodního břehu. V těsném okolí se nachází několik menších jezer, z nichž největší jsou Frillensee na jihu. Další menší jsou Braxensee, Steingringpriel, Steinsee a Froschsee na severu.

### Ostrovy
Na jezeře se nachází 9 ostrovů
| Nr. | ostrov                           | plocha (m²) |
| --- | -------------------------------- | ----------- |
| 1   | Almbichl (Alpenbühl)             | 1330        |
| 2   | Ludwigsinsel                     | 2280        |
| 3   | Scheibeninsel                    | 440         |
| 4   | Maximiliansinsel (Schöne Insel)  | 990         |
| 5   | Schönbichl (Schönbühl)           | 710         |
| 6   | Braxeninsel                      | 710         |
| 7   | Sasseninsel                      | 4390        |
| 8   | Steinbichl (Steinbühl)           |             |
| 8.1 | severní ostrov                   | 400         |
| 8.2 | jižní ostrov                     | 10          |
|     | celková plocha ostrovů na Eibsee | 12 260      |

## Vodní režim
Jedinými pojmenovanými klasifikovanými nadzemními přítoky jsou Kotbach, který ústí v severozápadním cípu jezera a Weiterbach na jihu. Jezero nemá žádný nadzemní odtok a voda jezerní pánev opouští jen podzemním odtokem do jezera Blindsee v Rakousku a průsakem.

## Osídlení
Jezero se nachází v gemeinde Grainau a je v soukromém vlastnictví. U východního břehu se nachází hotel a restaurace.

## Využití
U jihovýchodního břehu funguje půjčovna loděk a šlapadel. U jižního břehu je také oplocená pláž.

## Přístup
Jezero je přístupné autem z Grainau. Nedaleko jihovýchodní břehu se nachází stanice Eibsee na trati Bayerische Zugspitzbahn a také dolní stanice Eibseeseilbahn.